# Jørgen Malling
Jørgen Henrik Malling, född den 31 oktober 1836 i Köpenhamn, död där den 12 juli 1905, var en dansk musiker. Han var bror till Otto Malling. 
Malling var organist i Svendborg 1869-72 och vistades senare i Köpenhamn, Sankt Petersburg, Stockholm, Norrköping med flera svenska städer, Wien, München och Zürich, överallt ivrande för den Chevéska metodens införande i sångundervisningen. Han komponerade sånger, pianostycken, operorna Frithiof, Lisinka och Kiiwala med mera. 